# Bayernoil

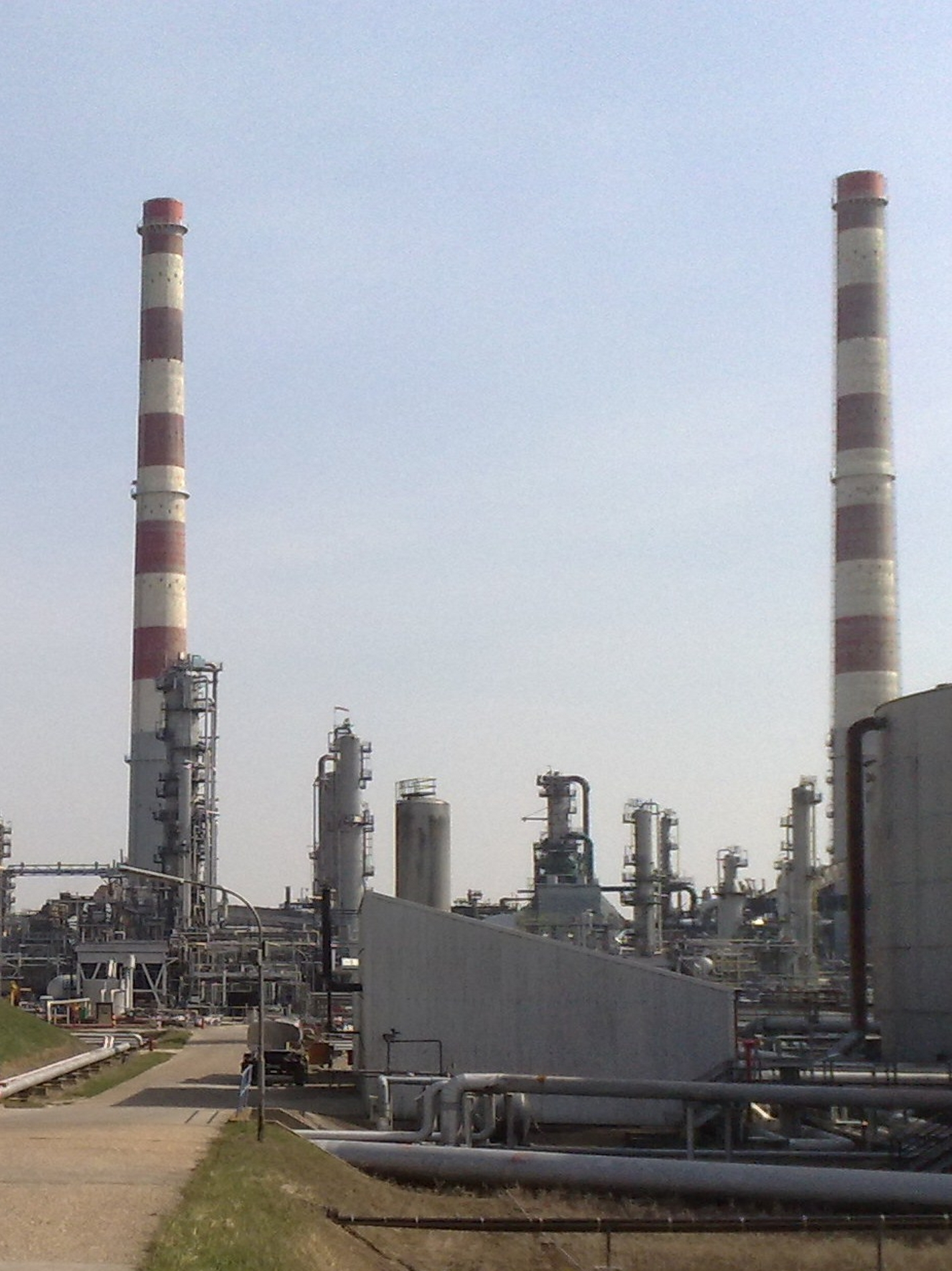
Raffinerie Vohburg

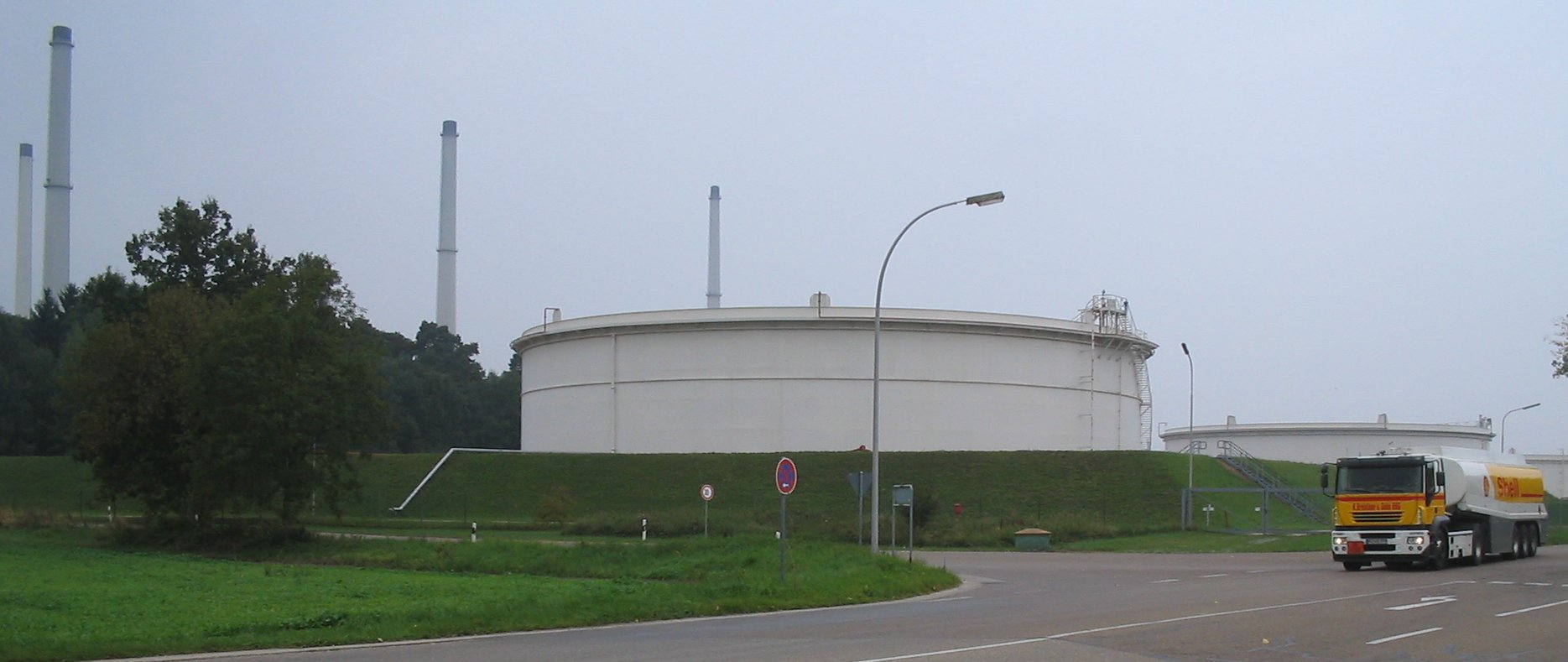
Raffinerie Neustadt Donau

Die Bayernoil Raffineriegesellschaft mbH mit Sitz in Vohburg an der Donau, Landkreis Pfaffenhofen an der Ilm, Oberbayern ist am 1. Januar 1998 durch den Zusammenschluss der #Raffineriegesellschaft Vohburg-Ingolstadt mit Standorten in Vohburg und Ingolstadt und der Erdölraffinerie Neustadt GmbH (ERN) mit Standort in Neustadt an der Donau entstanden.

## Geschichte
Im Jahr 1961 gründeten die Südpetrol AG für Erdölwirtschaft in München und die ANIC (Tochter von ENI) gemeinsam mit einem Konsortium aus Bayerische Hypotheken- und Wechsel-Bank, Bayerische Staatsbank und Deutsche Außenhandelsbank Schacht und Co. die Erdölraffinerie Ingolstadt AG (ERIAG), um am Auwaldsee in Ingolstadt eine Erdölraffinerie zu errichten und zu betreiben. Sie ging 1965 in Betrieb. Zu Beginn hielten Südpetrol 50 %, ANIC 25 % und das Bankenkonsortium 25 % der Anteile. Ab 1979 gehörten 50 % der Anteile der ENI-Tochter Agip Deutschland GmbH und 50 % der Deutsche BP AG.
Die Raffinerie sollte, entsprechend der Planung von 1962, nördlich der Stadt Augsburg und am Lech errichtet werden. Auf Grund eines Gutachtens und des damit verbundenen Einspruchs des Bayerischen Landesamtes für Wasserversorgung und Gewässerschutz wurde die Standortwahl überdacht. Die Auflagen zum Schutz der regionalen Trinkwasserversorgung und des Grundwassers führten aus Sicht der BP zu deutlichen Mehrkosten. Für die Ansiedlung wurde daraufhin der Ingolstädter Raum berücksichtigt, insbesondere die Gemeinden Reichertshofen, Großmehring, Vohburg, Münchsmünster und Gaden. Die Landesplanungsstelle erhielt im März 1963 die Benachrichtigung seitens BP zugunsten des Standorts Vohburg. Im gleichen Schreiben wurde Regensburg als Vorschlag des bayerischen Wirtschaftsministers Otto Schedl abgelehnt. Im Mai 1963 begannen die Planungen, woraufhin die Raffinerie zwischen 1964 und 1967 errichtet wurde.
In Neustadt an der Donau gründeten 1962 die Gelsenberg-Benzin AG und Mobil Oil Deutschland die Erdölraffinerie Neustadt GmbH (ERN), um auf dem Gemeindegebiet von Neustadt und des damals noch selbständigen Mauern eine Erdölraffinerie zu errichten.
Wegen der schwierigen wirtschaftlichen Lage begannen ERIAG und BP Vohburg 1985 mit ihren beiden Standorten unter dem Namen Südverbund arbeitsteilig zu arbeiten, zu welchem Zweck verbindende Pipelines verlegt wurden. In Ingolstadt wurde vor allem Ottokraftstoff erzeugt, in Vohburg lag der Schwerpunkt auf Diesel und Heizöl. Dieser technische Verbund führte im Jahr 1989 mit der Gründung der Raffineriegesellschaft Vohburg-Ingolstadt mbH (RVI) mit Sitz in Vohburg zum vollständigen Verschmelzen der beiden Unternehmen. An der RVI hielt die Deutsche BP AG 62,5 % der Anteile und die Agip Deutschland GmbH 37,5 %.
Zum 1. Januar 1998 vereinten sich RVI und ERN zur Bayernoil Raffineriegesellschaft mbH. Durch weitere Pipelines wurde die Raffinerie in Neustadt in den technischen Verbund eingegliedert. 2000 übernahm BP den Anteil von Mobil Oil.
Durch gesetzliche Auflagen zur Qualität der Treibstoffe (Absenken des Schwefelgehaltes, Verminderung des Aromatenanteils usw.) wurden tiefgreifende technische Neuerungen notwendig. Um der gestiegenen Nachfrage nach Diesel und Flugzeugbenzin nachkommen zu können, wurden die Betriebsteile Vohburg und Neustadt während einer 5-jährigen Planungs- und Bauphase und einem Investitionsvolumen von 600 Millionen Euro im Rahmen des Projekts „ISAR“ grundlegend erneuert. Die weitreichenden Modernisierungsmaßnahmen liefen unter der Bezeichnung ISAR (Initiative für Standortsicherung, Anlagenoptimierung und Rentabilitätssteigerung) und kosteten bei veranschlagten 330 Millionen Euro schließlich rund 600 Millionen. ISAR startete 2004 und war 2008 abgeschlossen. In diesem Zusammenhang wurde die Raffinerie Ingolstadt ab 18. August 2008 abgestellt, nachdem sich herausgestellt hatte, dass in Zukunft nicht mehr alle drei Standorte in Ingolstadt, Vohburg und Neustadt zu halten waren. Sie wurde in der Folge demontiert und das Gelände einer neuen Nutzung als Sportpark und als Gewerbegebiet zugeführt. Das Ingolstädter Gelände wurde für einen symbolischen Euro verkauft, die Teilsanierung des verseuchten Geländes soll 2020 abgeschlossen sein.
2003 übernahm die OMV 45 % von BP und verkaufte diesen Anteil 2014 an die Varo Energy.

## Anteilseigner
| Anteil  | Anteilseigner                       |
| ------- | ----------------------------------- |
| 51,43 % | Varo Energy GmbH (Schweiz)          |
| 28,57 % | Rosneft Deutschland GmbH (Russland) |
| 20,0 %  | Eni Deutschland GmbH (Italien)      |

## Struktur
Die Betriebsteile an den Standorten Vohburg und Neustadt – etwa 13 km räumlich voneinander entfernt – wirken wie eine einzige Ölraffinerie, was durch insgesamt 11 Pipelines ermöglicht wird. Versorgt werden sie hauptsächlich durch die 759 km lange Transalpine Ölleitung (TAL), welche von Triest über Ingolstadt nach Karlsruhe führt. Im Unternehmen arbeiten 724 Beschäftigte (Stand 2013).

## Produkte
Das Unternehmen verarbeitet jährlich etwa 10 Millionen Tonnen Rohöl und führt 2,6 Mrd. Euro Mineralölsteuer an den Fiskus ab. Es stellt für seine Anteilseigner folgende Produkte her: Propan, Butan, Benzin, Kerosin (Jet A1), Diesel, Heizöle (EL und S), „Solid Fuel“ (ein spezielles hochviskoses Schweröl für das Kraftwerk Ingolstadt), Bitumen und Schwefel. Das Unternehmen deckt etwa zwei Drittel des Bedarfs Bayerns an Mineralölprodukten. Das Rohöl wird ausschließlich durch die Transalpine Ölleitung (TAL) vom Ölhafen Triest angeliefert.

## Umweltprobleme und Zwischenfälle
Die Altlastensanierung des Ingolstädter Geländes ist eines der größten Sanierungsprojekte in Deutschland. 600.000 Tonnen Erde müssen hier gereinigt werden. Im Boden befinden sich u. a. 900 Tonnen Schweröl, 200 Tonnen Leichtbenzin sowie giftige Per- und polyfluorierte Chemikalien (PFC) vom Löschschaum der einstigen Betriebsfeuerwehr.
In der Raffinerie in Vohburg kam es am 1. September 2018 gegen 5:05 Uhr zu einer Explosion und einem nachfolgenden Großfeuer. Bei der Detonation in der Produktionsanlage und dem anschließenden Feuer waren 16 Menschen verletzt worden. Es wurde Katastrophenalarm ausgelöst. Die umliegenden Häuser mit rund 1800 Bewohnern wurden vorsorglich evakuiert, diese konnten jedoch noch am Vormittag wieder in ihre Wohnungen zurückkehren.
In der Raffinerie in Neustadt an der Donau kam es in der Nacht vom 16. Januar 2025 zum 17. Januar 2025 zu einem Brand in einer Prozessanlage. Vier Menschen wurden verletzt.